# Măsea de minte
Măseaua de minte sau al treilea molar este un dinte molar posterior, situat în fiecare cadran al dentiției umane. Vârsta la care apar (erup) măselele de minte este variabilă, dar, în general, acest lucru se întâmplă între sfârșitul adolescenței și primii ani ai tinereții (20-25 de ani). Majoritatea adulților au patru măsele de minte (2 pe maxilar, 2 pe mandibulă), dar este posibil să nu aibă niciuna, mai puține sau mai multe, caz în care cele în plus se numesc dinți supranumerari. Dinții de minte pot rămâne blocați (impactați) împotriva altor dinți dacă nu există suficient spațiu pentru ca aceștia să iasă normal. În contextul unui tratament ortodontic, măselele de minte impactate sunt uneori scose, crezându-se că ele deplasează ceilalți dinți și cauzează înghesuială, deși acest lucru nu mai este susținut ca fiind adevărat.
Dinții de minte impactați pot suferi carii dacă igiena orală este una precară. Dinții de minte care au erupt parțial prin gingie pot provoca, de asemenea, inflamații și infecții în țesuturile gingivale din jur, afecțiune denumită pericoronarită.

## Structură

### Morfologia dinților
Morfologia măselelor de minte poate fi variabilă. 
Molarii terți maxilari (superiori) au în mod obișnuit o coroană triunghiulară cu o fosă centrală adâncă din care pornesc multiple fisuri neregulate. Rădăcinile lor sunt frecvent fuzionate între ele și pot avea o formă neregulată. Molarii terți mandibulari (inferiori) sunt cei mai mici molari din dentiția permanentă. Coroana capătă, de obicei, o formă dreptunghiulară rotunjită care prezintă patru sau cinci cuspide cu un model de fisuri neregulate. Rădăcinile au dimensiuni foarte reduse și pot fi fuzionate între ele.

### Variație
Agenezia măselelor de minte diferă în funcție de populație, variind de la practic zero la aborigenii din Tasmania, până la aproape 100% la indigenii mexicani. Diferența este legată de genele PAX9, și MSX1 (și poate și de alte gene).

### Vârsta erupției
Există o variație semnificativă în ceea ce privește vârsta raportată de erupție a măselelor de minte între diferite populații. De exemplu, măselele de minte tind să erupă mai devreme la persoanele cu moștenire africană în comparație cu persoanele cu moștenire asiatică și europeană.
În general, dinții de minte erup cel mai frecvent între 17 și 21 de ani. Erupția poate începe încă de la vârsta de 13 ani în unele grupuri, și, de obicei, are loc înainte de vârsta de 25 de ani. Dacă nu au erupt până la vârsta de 25 de ani, chirurgii bucali consideră, în general, că dintele nu va erupe spontan. Dezvoltarea rădăcinilor poate continua până la trei ani după ce a avut loc erupția.

## Funcții

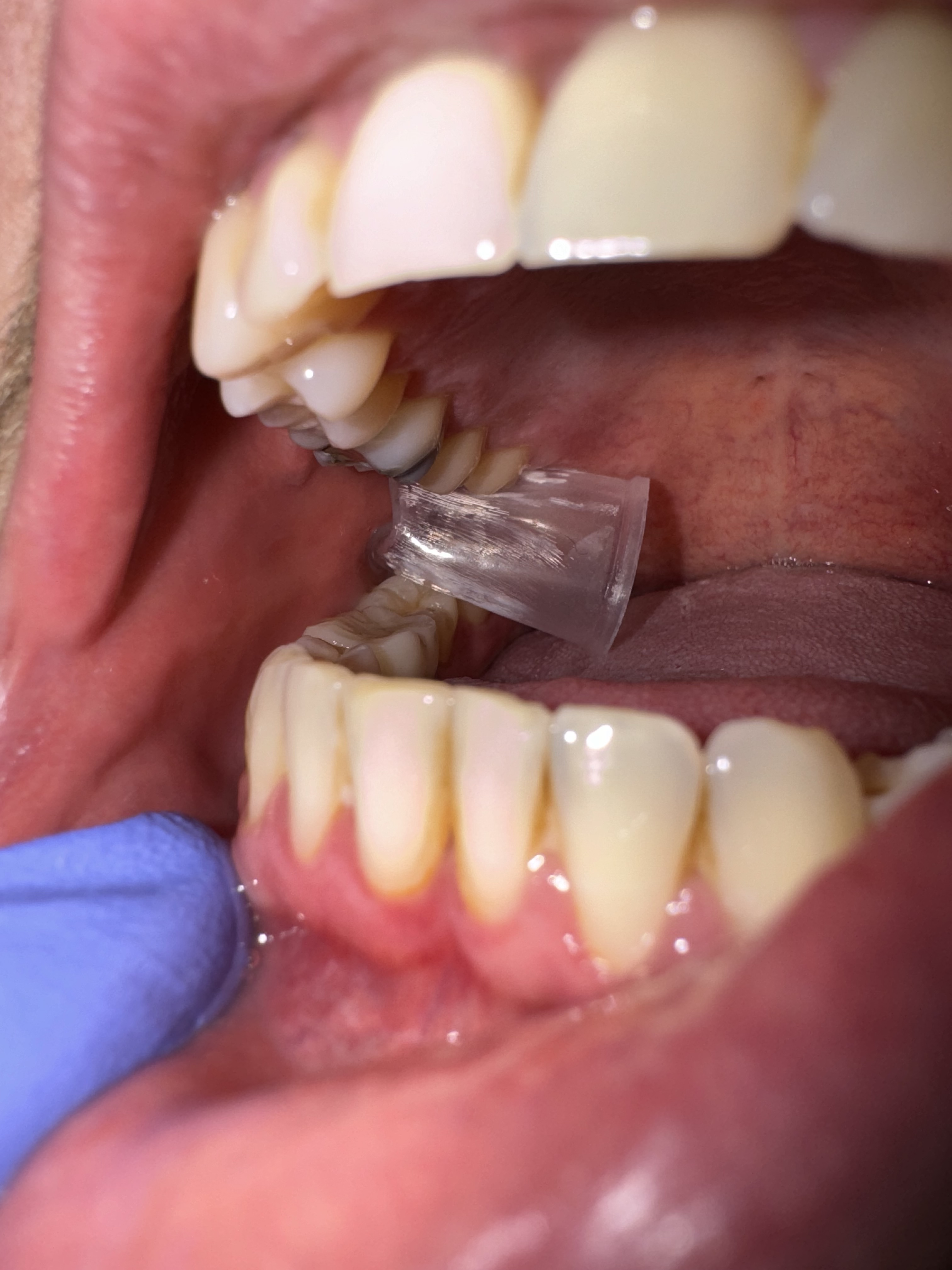
Obiect zdrobit între două măsele de minte sănătoase

Antropologii cred că măselele de minte (al treilea set de molari) servesc în mestecarea alimentelor la adulții oameni și primate, în dieta consumatelor mai greu de mestecat - cum ar fi fructele proaspete, frunzele, rădăcinile, nucile și carnea. După apariția agriculturii, acum peste 10.000 de ani, și, mai ales, odată cu revoluția industrială din ultimele secole, luarea mesei s-a schimbat, inclusiv prin gătit, pentru a face mâncarea mai ușor de mestecat, și prin utilizarea ustensilelor (tăierea alimentelor). Astfel de obiceiuri au avut ca rezultat scăderea mărimii maxilarului față de cel al oamenilor paleolitici, și limitarea spațiului pentru dinții de minte.

## Complicații

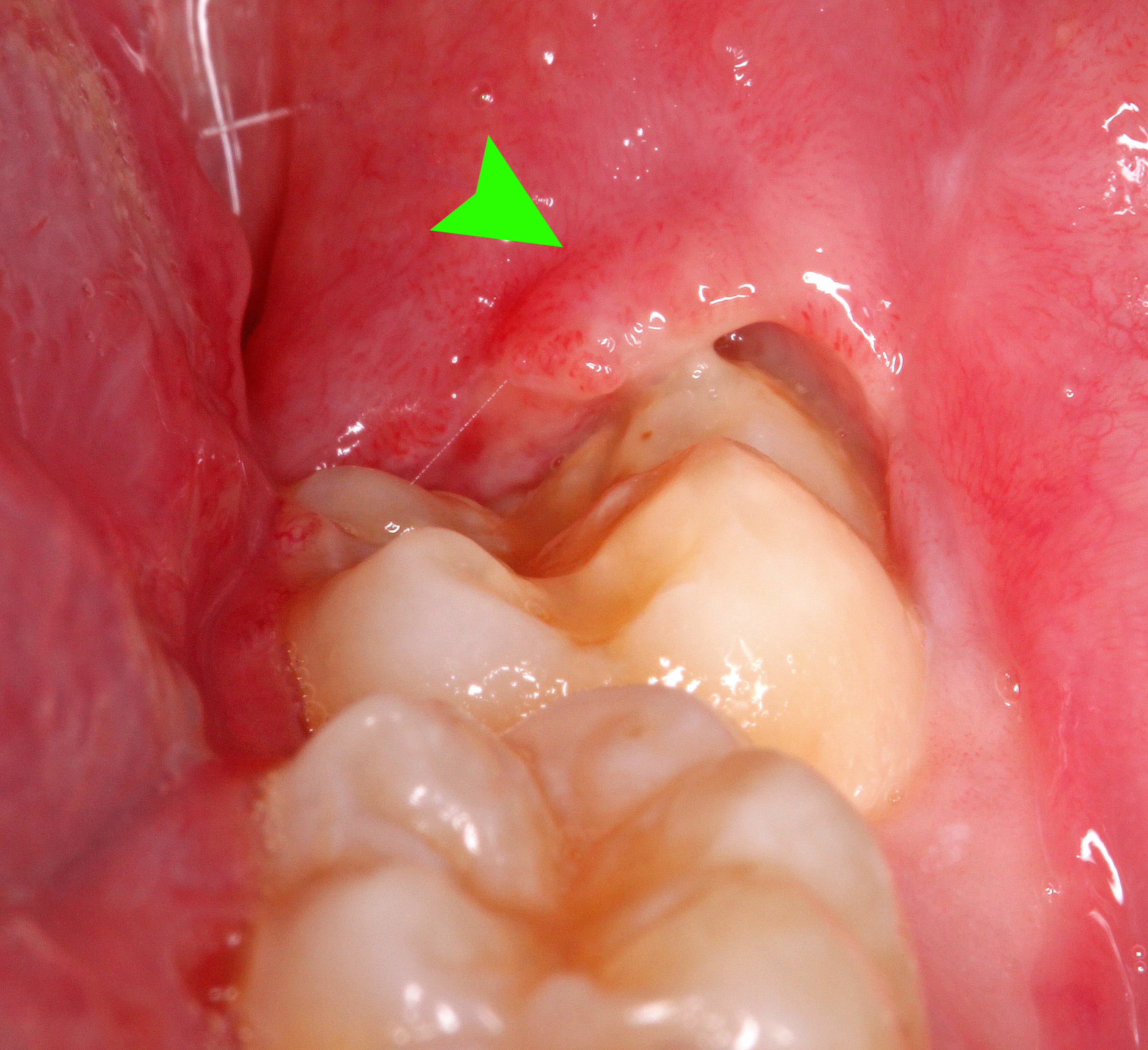
Pericoronarită (lambou gingival inflamat peste măseaua de minte în creștere)

Măselele de minte au fost identificate de mult timp ca o sursă de probleme, și continuă să fie cei mai frecvent afectați dinți din gura umană. Impactarea măselelor de minte duce la un risc de boli parodontale și carii dentare. Măselele de minte impactate duc la patologie în 12% din cazuri.
Dinții de minte impactați sunt clasificați în funcție de direcția și adâncimea de impactare, de spațiul disponibil pentru erupție, și de cantitatea de țesut moale sau os care îi acoperă. Structura de clasificare permite medicilor să estimeze probabilitățile de impactare, infecții și complicații asociate cu îndepărtarea măselelor de minte. Măselele de minte sunt clasificate și în funcție de prezența simptomelor.
Tratamentul unei măsele de minte erupte este același cu cel al oricărui alt dinte din gură. Dacă este impactat și prezintă o patologie, cum ar fi caria sau pericoronarită, tratamentul poate fi restaurarea dentară, clătiri cu apă sărată, tratament local la nivelul țesutului infectat care acoperă impactarea, antibiotice orale, îndepărtarea chirurgicală a lambourilor gingivale în exces, sau, dacă acestea au eșuat, extracția sau coronectomia.